# فوسفوریبوزیل-ان-فرمیل گلیسین آمید
فوسفوریبوزیل-ان-فرمیل گلیسین آمید (به انگلیسی: Phosphoribosyl-N-formylglycineamide) با فرمول شیمیایی C8H15N2O9P یک ترکیب شیمیایی با شناسه پاب‌کم 130805 است. که جرم مولی آن ۳۱۴٫۱۸۷ گرم بر مول می‌باشد. 